# Kinsey Millhone
Kinsey Millhone é um personagem fictício que foi criado pela autora americana Sue Grafton (1940–2017) para sua série de romances best-sellers, que estreou em 1982 e apresenta 25 volumes. Millhone, um ex-policial que virou investigador particular, também aparece em vários contos escritos por Grafton.
As novelas de mistério de Grafton, com Millhone, estão ambientadas na década de 1980 em Santa Teresa, uma cidade fictícia baseada em Santa Bárbara, na Califórnia.